# Leen de Keijzer
Leonardus Martinus Jozef (Leen) de Keijzer (Schalkwijk, 2 maart 1930 – Houten, 19 september 1995) was een Nederlands gemeenteambtenaar,  amateurarcheoloog en amateurhistoricus in de Kromme Rijnstreek.

## Biografie
De Keijzer werd geboren in Schalkwijk, in de provincie Utrecht. Hij werkte vanaf 1954 in de buitendienst van de gemeente Houten, waar hij zich al snel interesseerde voor archeologische vondsten, zoals oude scherven die hij tijdens zijn werkzaamheden aantrof. In 1957 werd hij door de gemeente aangewezen om te assisteren bij de opgraving van een Romeinse villa aan de Burgemeester Wallerweg. Deze opgraving werd uitgevoerd door de Rijksdienst voor Oudheidkundig Bodemonderzoek (ROB; tegenwoordig Rijksdienst voor het Cultureel Erfgoed). Dit markeerde het begin van zijn actieve betrokkenheid bij archeologisch onderzoek.
Hij speelde een belangrijke rol bij de oprichting van de Historische Kring tussen Rijn en Lek in 1966. Oorspronkelijk bedoeld voor de gemeenten Bunnik, Odijk en Werkhoven, stelde hij voor om Houten, ’t Goy en Schalkwijk aan het werkgebied toe te voegen. De kring breidde zich uit tot het gehele Kromme Rijngebied en richtte in 1967 - mede dankzij zijn inzet - een eigen archeologische werkgroep op. Deze werkgroep hield zich in eerste instantie bezig met het verzamelen van oppervlaktevondsten, die bij De Keijzer thuis werden gewassen, gedetermineerd, geregistreerd en opgeslagen. Onder zijn leiding voerde de werkgroep haar eerste opgravingen uit, waaronder onderzoek naar een afval- en waterput in Odijk en een middeleeuwse steenoven in ’t Goy. De werkgroep verleende ook assistentie bij onderzoeken van de ROB en het Archeologisch Diensten Centrum.
In 1990 werd De Keijzer benoemd tot Ridder in de Orde van Oranje-Nassau. In hetzelfde jaar kreeg De Keijzer voor zijn verdiensten op archeologisch gebied de Zilveren Anjer opgespeld. Na zijn overlijden, in 1995, besloten de leden van de archeologische werkgroep zijn naam te verbinden aan hun organisatie, die sindsdien bekendstaat als de Archeologische Werkgroep Leen de Keijzer. De werkgroep is aangesloten bij de AWN.

## Publicaties
- Heijmink Liesert, P. M., & Keijzer, L. M. J. d. (1966). ‘t Goy door de eeuwen heen : samengest. naar aanleiding van het 100-jarig bestaan van de parochie van Onze Lieve Vrouw Hemelvaart te ’t Goy op 21 oktober 1966. Kerkbestuur Onze Lieve Vrouw Hemelvaart.
- Keijzer, L. M. J. d., & Koch, P. J. W. (1983). 75 jaar muziekvereniging “Kunst na Arbeid” 1908-1983. Muziekvereniging “Kunst na Arbeid”.
- Keijzer, L. d., Koch, P., & Otto Wttewaall. (1987). Heemstede. [s.n.].
- Keijzer, L. M. J. d. (1995). De kerk van Herlulf als middelpunt van het oude dorp Houten. Historische Kring tussen Rijn en Lek.

- International Standard Name Identifier: 0000 0003 9559 4229
- Nederlandse Thesaurus van Auteursnamen: 070828121
- Virtual International Authority File: 290354258